# Protestos na semana da posse nos Estados Unidos em 2021
Apoiadores de Donald Trump, o 45º presidente dos Estados Unidos, realizaram protestos armados e manifestações de pequena escala em capitólios estaduais dos Estados Unidos nos cinco dias que antecederam a posse de Joe Biden em 20 de janeiro de 2021, em oposição aos resultados da eleição presidencial dos Estados Unidos de 2020. Essas ações continuaram após o fracasso da tentativa violenta de 6 de janeiro de anular a eleição em favor de Trump. Os grupos pró-Trump não conseguiram organizar dissidências estruturadas ou interferir na transição de poder em um ambiente de forte segurança e dissuasão.
O receio de protestos violentos, após um alerta do FBI em 11 de janeiro, levou a um aumento significativo das medidas de segurança nos capitólios estaduais e no Capitólio dos Estados Unidos, local da cerimônia de posse presidencial. Foram implementados maior monitoramento, reforço na presença policial, fechamento de edifícios públicos, toques de recolher, cercas temporárias e outras medidas de segurança em resposta à ameaça. O Capitólio dos Estados Unidos foi protegido por membros da Guarda Nacional, que também foi mobilizada em pelo menos 19 estados para proteger os capitólios estaduais.
Os protestos contaram com a participação de grupos de milícia de extrema-direita que seguem ideologias como libertarianismo de direita, neofascismo, neonazismo, supremacia branca e outras vertentes ultranacionalistas ou de extrema-direita, além de membros do Novo Partido dos Panteras Negras [en], do QAnon e do movimento boogaloo. Em 31 de janeiro de 2021, análises detalhadas sobre as tentativas de subverter a eleição presidencial dos EUA de 2020 e a posse de Biden foram publicadas pelo The New York Times.

## Contexto
Após a eleição presidencial dos Estados Unidos de 2020 entre o então presidente Donald Trump e o desafiante democrata Joe Biden, a vitória de Biden foi confirmada, e em 14 de dezembro o colégio eleitoral formalizou sua vitória. Antes e após a eleição, Trump, sua campanha presidencial e seus aliados questionaram a legitimidade da eleição, alegando, sem fundamento, fraude eleitoral generalizada. Trump e seus aliados apresentaram dezenas de contestações judiciais aos resultados [en], mas os tribunais concluíram que suas alegações não tinham base factual ou legal. Suas alegações infundadas de fraude eleitoral generalizada também foram refutadas por autoridades eleitorais estaduais. Apesar disso, Trump conspirou com sua equipe de campanha para enviar documentos em vários estados (todos vencidos por Biden) que falsamente alegavam ser certificados eleitorais legítimos para o presidente Trump e o vice-presidente Mike Pence. Após o envio desses documentos, a campanha de Trump pretendia que o presidente do Senado, seja o presidente do Senado Pence ou o presidente pro tempore Chuck Grassley, alegasse ter o poder unilateral de rejeitar eleitores durante a sessão de contagem de votos de 6 de janeiro de 2021; o presidente rejeitaria todos os eleitores dos estados em que a campanha de Trump apresentou documentos falsos, deixando 232 votos para Trump e 222 para Biden, assim revertendo os resultados da eleição em favor de Trump. Os planos para 6 de janeiro não se concretizaram após Pence se recusar a seguir as propostas da campanha.
Manifestantes pró-Trump participaram de várias demonstrações em Washington, D.C., capitais estaduais e outros locais em todo o país, denunciando os resultados da eleição e ecoando as alegações de fraude eleitoral de Trump. Em novembro e dezembro de 2020, houve confrontos noturnos e tumultos de rua em Washington, D.C., entre apoiadores de Trump que se recusavam a aceitar a derrota do presidente, incluindo os Proud Boys, e contramanifestantes.
Em 6 de janeiro de 2021, quando o Congresso dos Estados Unidos se reuniu para certificar os votos eleitorais da eleição presidencial, apoiadores de Trump invadiram o Capitólio dos Estados Unidos em uma tentativa de impedir a tabulação dos votos e protestar contra a vitória de Biden, precedida por um discurso anterior de Trump que incentivava a protestar contra os resultados e apoiar aqueles que se opunham à vitória de Biden. Manifestantes entraram ilegalmente no edifício do Capitólio e se reuniram em suas frentes leste e oeste, incluindo na plataforma de posse construída para a posse de Joe Biden em 20 de janeiro.
Uma manifestante foi baleada e morta. Um policial do Capitólio e três manifestantes morreram por causas não violentas. Duas bombas caseiras foram encontradas em edifícios próximos. Outro policial do Capitólio que estava de serviço durante os tumultos morreu por suicídio dias depois. Nas primeiras horas da manhã de 7 de janeiro, os votos eleitorais foram certificados, e Trump divulgou um comunicado afirmando que haveria uma "transição ordenada" de poder no dia da posse. Trump foi submetido a um segundo processo de impeachment por "incitação à insurreição".
Rumores sobre uma "Marcha da Milícia de um Milhão" e uma "Marcha dos Mártires de um Milhão" em homenagem a Ashli Babbitt [en], uma apoiadora de Trump baleada mortalmente durante a invasão do Capitólio, circularam em conversas online entre pessoas associadas aos protestos.

### Protesto armado no Capitólio Estadual de Kentucky
Uma das demonstrações mais militantes dos apoiadores de Trump, que ocorreram nas semanas seguintes e antes da posse de Biden, aconteceu antes do alerta do FBI de 11 de janeiro. Em Frankfort, no dia 9 de janeiro, cerca de 100 manifestantes fortemente armados se reuniram para um "comício patriótico" em frente ao Capitólio Estadual de Kentucky enquanto ambas as câmaras da Assembleia Geral [en] estavam em sessão. Um dos manifestantes armados estava vestido com roupas camufladas da cabeça aos pés e carregava várias abraçadeiras de plástico, explicando que as trouxe "apenas por precaução". Alguns dos manifestantes exibiam bandeiras de milícias, insígnias pró-Trump e símbolos dos Three Percenters. "Três dias após terroristas domésticos atacarem nosso Capitólio dos EUA, houve um comício de milícia em Frankfort. Eles trouxeram abraçadeiras. Não seremos intimidados", tuitou o governador Andy Beshear [en] em resposta.

### Alerta do FBI
Em resposta a chamados por mais protestos e violência em Washington, D.C. e em estados por todo os EUA, o Federal Bureau of Investigation, o Serviço Secreto e agências estaduais de aplicação da lei começaram a realizar avaliações de ameaças e a monitorar retórica extremista online. A CNN informou em 11 de janeiro que um boletim interno do FBI alertava que "protestos armados estão sendo planejados em todos os 50 capitólios estaduais de 16 a pelo menos 20 de janeiro, e no Capitólio dos EUA de 17 a 20 de janeiro", continuando, "um grupo identificado está convocando outros para se juntarem a eles em 'invadir' tribunais estaduais, locais e federais e edifícios administrativos caso o presidente seja removido antes do Dia da Posse. Esse grupo também planeja 'invadir' escritórios governamentais, incluindo no Distrito de Columbia e em todos os estados, independentemente de os estados terem certificado votos eleitorais para Biden ou Trump, em 20 de janeiro." Foi relatado que membros de fóruns online de extrema-direita planejavam participar. Alguns grupos também se organizaram em plataformas de mídias sociais como Facebook e Twitter, e em aplicativos de comunicação alt-tech como Telegram, Gab e Parler. Informações obtidas por agências de aplicação da lei revelaram que os participantes planejavam "invadir" escritórios governamentais, como edifícios administrativos estaduais e federais, em resposta à certificação dos votos eleitorais presidenciais em 6 de janeiro de 2021. Protestos foram marcados para os dias que antecederam a posse de Biden, com uma "Marcha da Milícia de um Milhão" planejada para 20 de janeiro. O FBI relatou que os protestos provavelmente ocorreriam no Capitólio nacional de 17 a 20 de janeiro e nos capitólios estaduais de 16 a 20 de janeiro. O dia 20 era o dia da posse, enquanto o dia 17 tinha um significado simbólico para os seguidores da conspiração QAnon, já que "Q" é a décima sétima letra do alfabeto.
Em um briefing de 11 de janeiro, a Polícia do Capitólio informou aos democratas da Câmara que estava preparada para "dezenas de milhares de manifestantes armados" nos dias seguintes e que estava ciente e monitorando três tramas distintas: uma em homenagem à manifestante morta Ashli Babbitt, outra promovida como o "maior protesto armado dos Estados Unidos", e uma terceira que "envolveria insurgentes formando um perímetro ao redor do Capitólio, da Casa Branca e da Suprema Corte" antes de "impedir a entrada de democratas no Capitólio — talvez até matá-los — para que os republicanos pudessem assumir o controle do governo". Em 11 de janeiro, um parlamentar da Câmara disse ao HuffPost que grupos insurrecionistas, agora sem plataformas como o Parler para usar como ferramentas de recrutamento, buscavam atenção da mídia para suas manifestações ou ataques planejados "como uma forma de disseminar ainda mais informações e atrair apoio adicional para seus ataques."

## Washington, D.C.
Esforços significativos foram realizados para dissuadir pessoas de visitar Washington, D.C., durante a semana da posse, devido à preocupação de que assembleias pudessem se tornar violentas. Isso levou a um reforço da segurança na cidade e à introdução de diversas restrições de viagem, tanto por entidades estatais quanto privadas. O Comitê de Posse de Biden e o Comitê Conjunto do Congresso para Cerimônias de Posse pediram às pessoas que não se reunissem na cidade para a cerimônia. A prefeita da cidade, Muriel Bowser, pediu aos turistas que não visitassem a cidade durante a semana do evento e solicitou que todos os pedidos de permissão para manifestações processados pelo Departamento do Interior fossem rejeitados. Inicialmente planejando a presença de 10.000 soldados da Guarda Nacional em D.C. para os protestos, o Pentágono aumentou o número para mais de 20.000 e autorizou o uso de força letal por volta de 14 de janeiro. As tropas vieram de 46 estados dos EUA e três territórios. Os incidentes ocorridos em Washington, D.C., nesse período incluíram um caso de personificação de policial e uma ameaça de bomba. A posse em si ocorreu sem incidentes.

## Capitólios estaduais dos EUA
Autoridades da Califórnia aumentaram a segurança em Sacramento antes dos protestos planejados. O Capitólio Estadual da Califórnia recebeu segurança adicional, incluindo dezenas de oficiais da Patrulha Rodoviária da Califórnia, polícia montada e oficiais à paisana e uniformizados. A Assembleia e o Senado estaduais monitoraram possíveis ameaças e implementaram medidas de segurança adicionais. A Guarda Nacional da Califórnia não esperava grandes multidões na cidade, embora tropas estivessem prontas para mobilização, caso necessário. Cerca de 1.000 membros da Guarda Nacional da Califórnia foram ativados em 14 de janeiro e posicionados no centro de Sacramento em 16 de janeiro, concentrados em torno de edifícios estaduais e federais. Em Los Angeles, apoiadores de Trump protestaram em frente à prefeitura, entrando em confronto com contramanifestantes, o que levou a várias prisões. A cidade planejou mais protestos, e legisladores regionais pediram ao estado que criasse unidades específicas para combater o terrorismo doméstico.
O Capitólio Estadual da Geórgia em Atlanta teve uma forte presença de forças de segurança, incluindo veículos militares e barreiras. Dois manifestantes armados confrontaram soldados da Patrulha Estadual da Geórgia e membros da Guarda Nacional da Geórgia nos degraus do Capitólio, mas permaneceram pacíficos.
Cerca de 270 membros da Guarda Nacional de Kentucky foram enviados a Washington, D.C., durante a semana para auxiliar nas operações de segurança. Dezenas de policiais estaduais e membros da Guarda Nacional foram posicionados em Frankfort em 17 de janeiro, quando apenas dois membros armados do movimento boogaloo e 15 contramanifestantes armados pró-BLM apareceram nas proximidades do edifício do Capitólio estadual. Veículos policiais cercaram o edifício, limitando o acesso a ele.
No Maine, um "punhado" de apoiadores de Trump se reuniu na casa estadual.
O Capitólio Estadual de Michigan foi indicado como local de um protesto armado da Milícia do Sudeste de Michigan, planejado para 17 de janeiro de 2021. O coordenador do grupo afirmou que a milícia "não tinha planos de invadir o Capitólio [do estado]" nem causar agitação, a menos que provocada. O protesto atraiu cerca de 75 manifestantes, alguns armados, e cerca de 40 contramanifestantes, com uma forte presença da Guarda Nacional de Michigan. Além disso, veículos militares estavam presentes perto do edifício do Capitólio, e um helicóptero sobrevoou o local durante a maior parte do dia. Não houve prisões ou incidentes de violência.
O Governador de Minnesota Tim Walz ativou a Guarda Nacional de Minnesota em 13 de janeiro para auxiliar as forças policiais estaduais e locais em St. Paul. Uma cerca estava instalada ao redor do Capitólio Estadual de Minnesota desde o verão anterior, e a patrulha estadual aumentou sua presença. Em 17 de janeiro, cerca de uma dúzia de pessoas, incluindo contramanifestantes, protestaram do lado de fora do edifício do Capitólio estadual.
O Governador de Ohio Mike DeWine [en] esperava uma "marcha armada" planejada no Capitólio estadual, o Capitólio de Ohio. Em resposta, ele anunciou o fechamento do edifício, bem como de todas as outras instalações estaduais no centro da cidade, de 17 a 20 de janeiro. A Prefeitura de Columbus e três outros edifícios municipais foram fechados de 19 a 20 de janeiro, e alguns escritórios do condado de Franklin foram fechados em 20 de janeiro. Líderes municipais, do condado e comunitários pediram aos residentes que evitassem o centro de Columbus de 17 a 20 de janeiro. As janelas do andar térreo do Capitólio foram protegidas com tábuas, e luzes móveis foram instaladas antes dos protestos. O serviço de ônibus da área metropolitana [en] anunciou que redirecionaria as rotas de ônibus ao redor da área da Praça do Capitólio no 중심 da cidade. Empresas no centro da cidade se prepararam para protestos violentos, especialmente ao redor da Praça do Capitólio. Cerca de 115 foram danificados durante os protestos de George Floyd em maio, sem estarem preparados; algumas estavam sendo protegidas com tábuas, enquanto outras removiam as tábuas de madeira instaladas em maio.
Porta-vozes de Ohio prometeram uma "presença significativa" de segurança para impedir qualquer violência. Até 580 soldados da Guarda Nacional de Ohio apoiaram um grande número de soldados da Patrulha Rodoviária do Estado de Ohio e da polícia de Columbus. Embora alguns capitólios estaduais tenham proibido armas em seus terrenos durante os protestos esperados, a Comissão de Revisão e Assessoramento da Praça do Capitólio, liderada por republicanos de Ohio, não emitiu uma proibição temporária de armas nos terrenos do Capitólio. Armas de porte oculto e ostensivo foram proibidas nos terrenos até abril de 2019, em uma lei raramente aplicada; armas continuaram proibidas dentro do edifício. Autoridades em Cleveland anunciaram que a cidade fecharia todos os edifícios municipais não essenciais no centro, incluindo a prefeitura, antes dos protestos. Em 17 de janeiro, membros do movimento Boogaloo compareceram ao Capitólio de Ohio com armas de fogo e bandeiras, incluindo uma que dizia "Liberdade ou Morte". Dois manifestantes com megafones dominaram o evento, um deles discursando sobre vacinas, máquinas de votação, flúor na água potável e direitos LGBTQ. O pessoal militar superou em muito os manifestantes armados e contramanifestantes.
Na Carolina do Sul, cerca de 40 manifestantes se reuniram em frente à Casa Estadual da Carolina do Sul, para um comício em defesa da liberdade de expressão em resposta à proibição de Trump pelas empresas de redes sociais.
Na Dakota do Sul, grupos de oração afiliados à Marcha de Jericó realizaram marchas dentro e ao redor do Capitólio Estadual da Dakota do Sul desde o início de dezembro de 2020 e nas semanas que antecederam a posse de Biden.
No Texas, o departamento estadual de segurança pública aumentou as patrulhas no Capitólio Estadual do Texas, monitorando continuamente os eventos de protesto. O Departamento de Polícia de Austin trabalhou com o departamento estadual para garantir que os protestos permanecessem pacíficos. Manifestantes armados apareceram em 12 de janeiro, levando o Departamento de Segurança Pública do Texas a fechar o Capitólio ao público de 15 a 20 de janeiro, após obter informações de que "extremistas violentos [en]" poderiam tentar explorar os protestos armados durante o fim de semana. Em 16 de janeiro, um pequeno grupo de manifestantes protestou no edifício do Capitólio sem incidentes. Em 17 de janeiro, uma multidão de cerca de 100 manifestantes, muitos armados e focados em direitos às armas, se reuniu do lado de fora do Capitólio Estadual do Texas e protestou pacificamente.
O Governador de Utah Spencer Cox [en] declarou estado de emergência e pediu à Guarda Nacional de Utah, à patrulha rodoviária e aos departamentos de polícia locais que "estivessem prontos para garantir a segurança de vidas e propriedades no Capitólio de Utah". Uma manifestação foi planejada para 17 de janeiro pelos boogaloo bois, com apenas cerca de 15 manifestantes vistos no Capitólio Estadual de Utah para o evento.
Na Virgínia, em 15 de janeiro de 2021, uma ameaça de bomba foi recebida no edifício da Suprema Corte da Virgínia [en]. Dezenas de manifestantes armados foram vistos em Richmond em 18 de janeiro, identificando-se como membros dos Proud Boys, grupos boogaloo e Panteras Negras, participando do evento anual do estado em apoio aos direitos da Segunda Emenda. Uma caravana de carros, parte da Liga de Defesa dos Cidadãos da Virgínia, também se reuniu na área.

### Preparativos adicionais de segurança

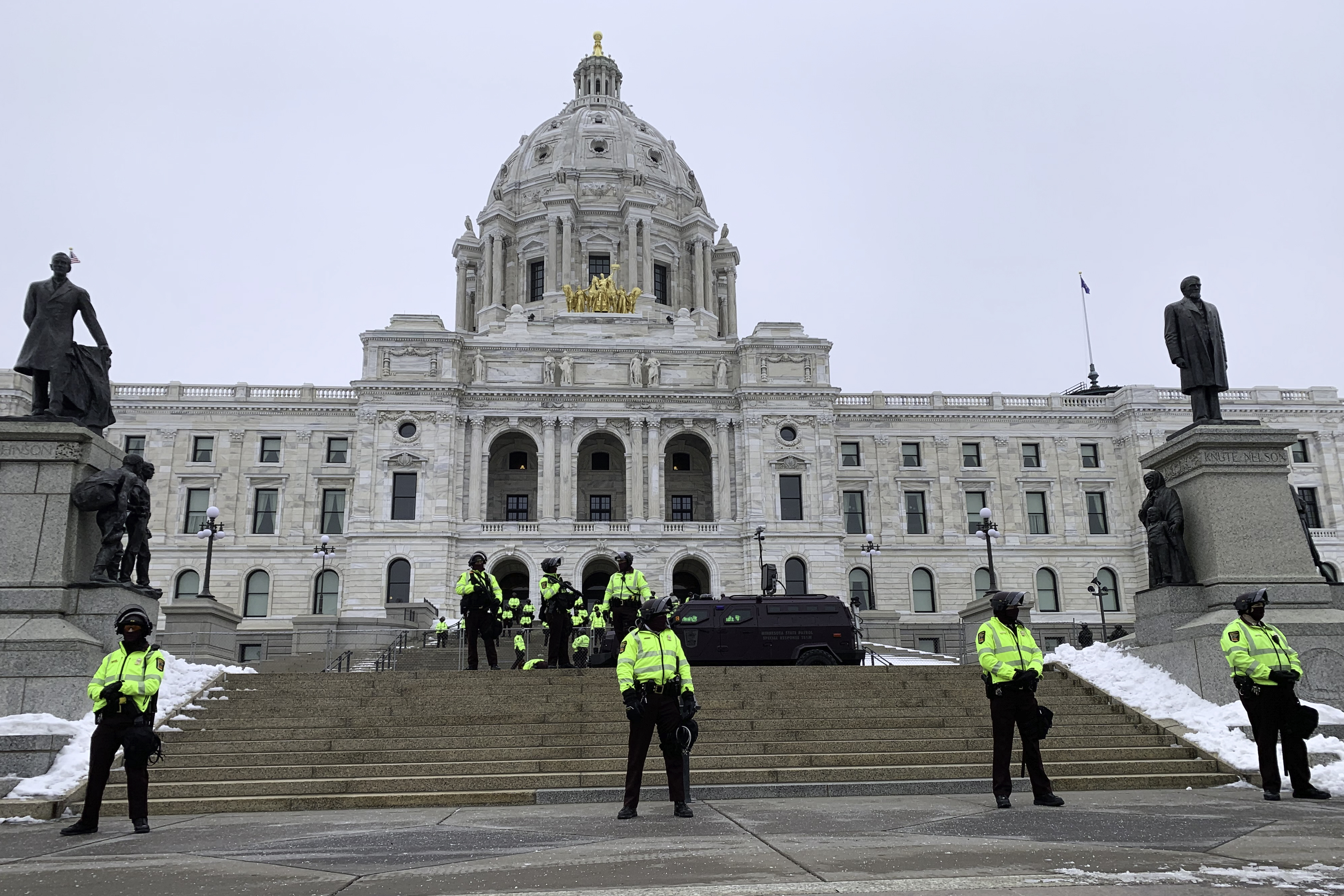
Soldados da Patrulha Estadual de Minnesota no Capitólio estadual, 17 de janeiro

- A Guarda Nacional de Delaware foi ativada para proteger o edifício do Capitólio estadual, entre outras áreas. Uma cerca de seis pés foi instalada ao redor do edifício, e as forças de segurança patrulhavam em alerta máximo.[60]
- Em Tallahassee, Flórida, autoridades de segurança anteciparam protestos armados. Funcionários legislativos trabalharam remotamente, e os legisladores não retornaram ao Capitólio até vários dias após os protestos planejados.[78] O escritório do xerife do condado aumentou a segurança no terreno do Capitólio e coordenou segurança adicional com agências estaduais e municipais.[79] A Guarda Nacional da Flórida foi ativada em 15 de janeiro.[80] Nenhuma ameaça específica foi identificada.[60] Em 17 de janeiro, o Capitólio Estadual da Flórida foi fechado após ameaças de violência.[81]
- A Guarda Nacional de Illinois foi posicionada ao redor do Capitólio Estadual.[60]
- Autoridades em Nevada começaram a receber ameaças contra o Capitólio Estadual de Nevada após a invasão do Capitólio dos EUA; a Guarda Nacional de Nevada reuniu unidades para apoiar as forças de segurança no edifício do Capitólio em resposta.[82]
- Legisladores de Oklahoma ordenaram medidas de segurança reforçadas e maior presença policial no edifício do Capitólio Estadual de Oklahoma em Oklahoma City após relatos de protestos armados planejados.[83] O governador Kevin Stitt [en] anunciou posteriormente que membros da Guarda Nacional de Oklahoma seriam ativados no Capitólio Estadual de Oklahoma de 16 a 17 de janeiro para prevenir possível violência.[84]
- A Governadora de Oregon Kate Brown ativou o Guarda Nacional.[85] Cerca de cinco indivíduos foram vistos protestando do lado de fora do Capitólio Estadual de Oregon em Salem, identificando-se como libertários anti-governo que rejeitavam ambos os partidos.[1]
- Em 14 de janeiro, as forças de segurança da Pensilvânia anunciaram que não haviam encontrado nenhuma ameaça específica contra o Capitólio Estadual da Pensilvânia em Harrisburg, mas estavam tomando precauções extras, como o aumento de equipes de resposta a crises patrulhando a área.[86] No entanto, foi relatado posteriormente pelo York Daily Record que manifestantes pró-Trump planejavam se reunir no Capitólio Estadual da Pensilvânia durante a semana da posse; em resposta, o governador Tom Wolf anunciou a ativação de 450 membros da Guarda Nacional para auxiliar as forças de segurança e ordenou o fechamento do complexo do Capitólio por dois dias durante a semana.[87]